# Federazione di hockey su ghiaccio di Hong Kong
La Federazione di hockey su ghiaccio di Hong Kong (chi. 香港冰球協會, HIKHA) è un'organizzazione fondata per governare la pratica dell'hockey su ghiaccio in Hong Kong.
Ha aderito all'International Ice Hockey Federation il 30 aprile 1983.